# Sound of Music (musikgrupp)
För det svenska proggbandet Sound of Music, se Blå Tåget (musikgrupp)
Sound of Music var en popgrupp bestående av Peter Grönvall, Angelique Widengren och Nanne Nordqvist. Gruppen slog igenom i Melodifestivalen 1986 med Eldorado då de kom fyra. De följde upp succén med Alexandra i Melodifestivalen året därpå och kom återigen på fjärde plats. Bland övriga låtar som låg på listorna var bland annat Love Me or Leave Me.

## Diskografi

### Album
- 1986 – Sound of Music
- 1987 – Sound of Music II